# Las Terrazas
Las Terrazas är en ort i Mexiko.   Den ligger i kommunen Jalpan de Serra och delstaten Querétaro Arteaga, i den centrala delen av landet, 200 km norr om huvudstaden Mexico City. Las Terrazas ligger 775 meter över havet och antalet invånare är 244.
Terrängen runt Las Terrazas är huvudsakligen kuperad, men åt nordväst är den bergig. Las Terrazas ligger nere i en dal som går i nord-sydlig riktning. Runt Las Terrazas är det ganska glesbefolkat, med 23 invånare per kvadratkilometer. Närmaste större samhälle är Jalpan, 1,8 km sydost om Las Terrazas. I omgivningarna runt Las Terrazas växer huvudsakligen savannskog.